# Sinapsa
Sinapsa je mjesto komunikacije između dva neurona. To je mjesto na kojem se signal prenosi s jednog neurona na drugi. Na sinapsi postoji mjesto slanja signala (aksonski završetak) te mjesto gdje se taj signal prepoznaje (dendrit). 
Pod pojmom sinapsa obično se misli na kemijsku sinapsu. U središnjem živčanom sustavu postoje tzv. električne sinapse, no tu se zapravo radi o kanalima koji izravno povezuju dva neurona. Broj sinapsi koje jedan neuron stvara s drugima može se popeti i na više od desetak tisuća. U prosjeku u kori velikog mozga čovjeka na svakom neuronu nalazi se nekoliko tisuća sinapsi. Smatra se da je u središnjem živčanom sustavu broj sinapsi toliko velik da bi ih morali brojiti desetcima tisuća godina uz uvjet da se izbroji 1000 sinapsi u sekundu. Bez obzira na takvu složenost prenošenje signala je vrlo specifično.

## Funkcija sinapse
Akcijski potencijal stiže do kvržica aksona. Sinaptički mjehurići idu prema membrani aksonskih kvržica, pucaju i ispuštaju u sinaptičku pukotinu neurotransmitere koji djeluju na propustljivost membrane za ione Na+ na postinaptičkom neuronu.
Ekscitacijski trasmitori povećavaju propustljivost za ione Na+, a inhibicijski je smanjuju. 

### Ekscitacijski postsinaptički potencijal (EPSP)
On nastaje kada ekscitacijski neurotransmiteri (kao acetilkolin, noradrenalin, serotonin, itd.) naiđu na odgovarajuće receptore i djeluju na propustljivost membrane za ione Na+ koji naglo iz sinaptičke pukotine ulaze u postsinaptički neuron što dovodi do depolarizacije membranskog potencijala mirovanja. Ta depolarizacija naziva se ekscitacijski postsinaptički potencijal – EPSP.

### Inhibicijski postsinaptički potencijal (IPSP)
Postoje dvije vrste inhibicije: postsinaptička i predsinaptička. Postsinaptička inhibicija nastaje kao posljedica lučenja inhibicijskog neuroprijenosnika (aminobiturička kiselina) iz predsinaptičkih kvržica na postsinaptički neuron. Tako dolazi do hiperpolarizacije membrane i nepropustljivosti za ione natrija. Predsinaptička inhibicija nastaje onda kada inhibicijski predsinaptički završetci djeluju direktno na predsinaptičke ekscitacijske završetke tako da ih inhibiraju. 
Posebni enzimi brzo razgrađuju tvari neuroprijenosnika u sinaptičkoj pukotini ili se oni povlače natrag u neuron. Da bi neuron proizveo i proslijedio impuls mora biti aktiviran "generator impulsa" tj. podražaj mora biti dovoljno jak da bi pokrenuo, aktivirao i generirao impuls. Električne promjene u predsinaptičkom neuronu dovode do kemijskih promjena u sinapsi, a ove opet na postsinaptičkom neuronu dovode do električnih promjena.
Najpoznatiji neuroprijenosnici su: acetilkolin, noradrenalin, adrenalin, dopamin, serotonin i aminobiturička kiselina.